# Tachi

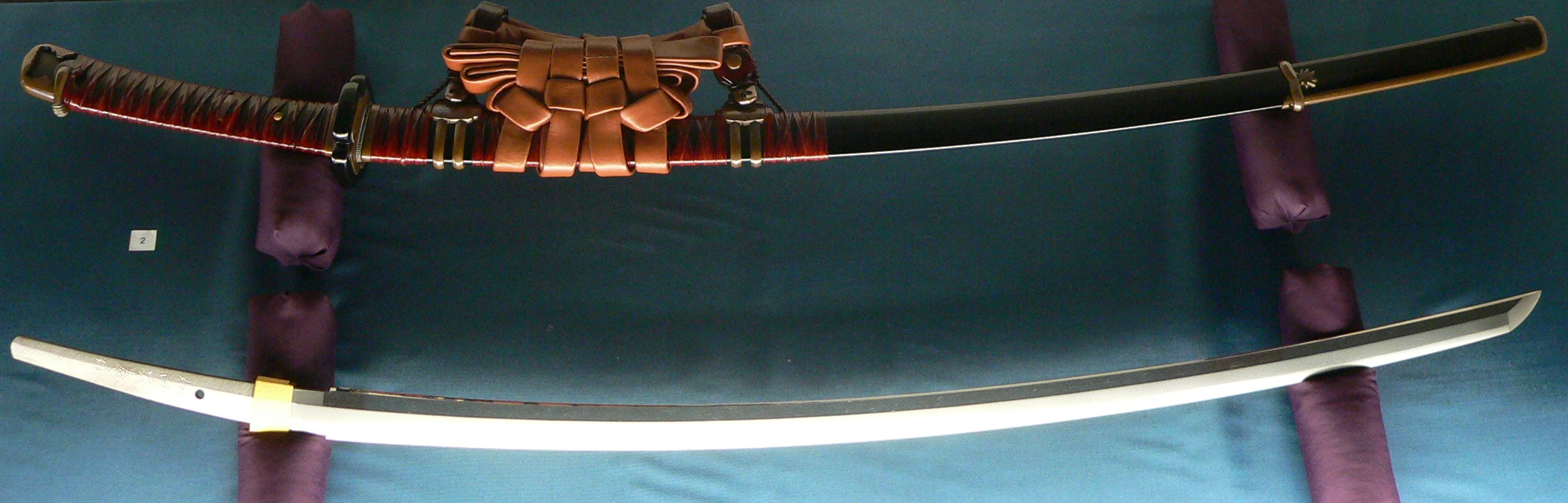
Tachi; u góry: w oprawie, z rękojeścią, pochwą i rapciami; na dole: naga, nieoprawiona głownia

Tachi (jap. 太刀 długi miecz) – długa japońska broń sieczna, pierwszy typowy miecz japoński (nihon-tō). Noszony na rapciach ostrzem w dół (w odróżnieniu od katany, zatykanej za pas ostrzem w górę).

## Historia

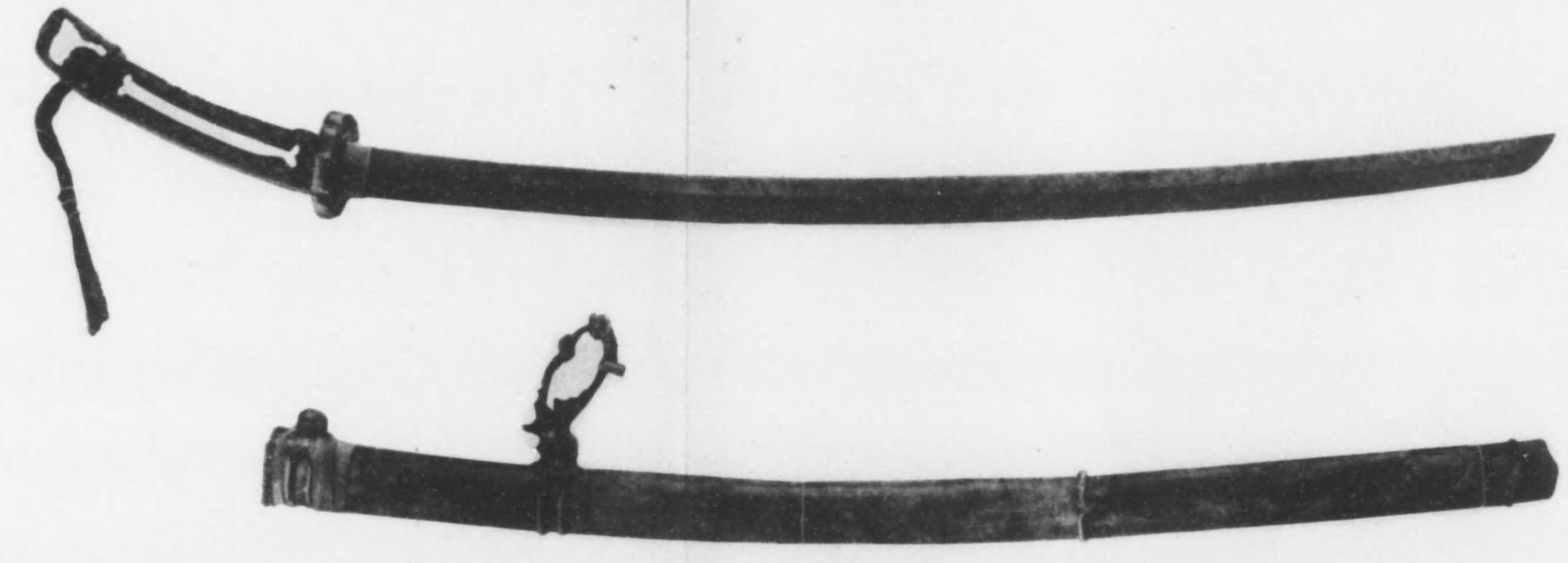
Kenuki-gata tachi z Ise-jingū, wczesny miecz typu japońskiego z okresu Heian

Pierwsze miecze określane nazwą tachi to podtyp broni z rodziny chokutō (miecz prosty), z okresu Kofun, o prostej, jednosiecznej długiej głowni (dłuższej niż 60 cm); nazwa tych długich mieczy zapisywana jest także jako 大刀. Prosta głownia odróżnia je od późniejszych mieczy japońskich mających cechy szabli (w tym późniejszych tachi). Tachi te klasyfikuje się głównie ze względu na typ głowicy. W późnym okresie Kofun i w okresie Nara upowszechniają się miecze o pięciokątnym przekroju głowni, której tylna część była prostokątna, kończyła się równoległą do linii ostrza granią. Dopiero od niej zaczynało się szlifowane w obustronny klin ostrze, w odróżnieniu od wcześniejszych głowni o przekroju trójkątnym, których ostrze schodziło jednostajnym klinem od tylca do krawędzi tnącej. Z okresu Nara są też znane pierwsze miecze japońskiej produkcji o wyraźnej linii hartowania (hamon), co wskazuje, że ówcześni miecznicy opanowali technologię różnorodnego nawęglania i hartowania różnych części głowni. Te proste miecze współistniały z tymi pierwszymi, o głowni wygiętej, we wczesnym okresie Heian, co spowodowało płynne przejście do typowych nihon-tō. Prawdopodobnie broń o zakrzywionej głowni o wielokątnym przekroju pojawiła się w drugiej połowie X w. Przykładem broni przejściowego typu jest Kogarasu-maru, pochodzący najprawdopodobniej z wczesnego okresu Heian.
W środkowym okresie Heian pojawia się broń mająca cechy typowe dla wszystkich późniejszych mieczy japońskich: jednosieczna, zakrzywiona, o pięcio- lub sześciokątnym przekroju głowni, zwanym shinogi-zukuri, w którym ostrze jest dwustronne, stosunkowo szerokie, schodzące pod bardzo ostrym kątem ku grani położonej blisko tylca; linia hartowania była stosunkowo szeroka i dochodziła do samego sztychu. Najstarszy, datowany typowy tachi pochodzi z 1159 roku. Głownie tachi z okresów Heian i Kamakura mają na ogół od 75 do 80 cm długości i są lekko wygięte (głębokość wygięcia, mierzona między tylcem a linią łączącą sztych z początkiem rękojeści wynosi 2,5 do 3 cm). Podobną długość mają tachi z okresu Muromachi, aczkolwiek w międzyczasie panowała krótkotrwała moda na „wielkie miecze” (zwane ō-dachi lub no-dachi), o głowniach długości rzędu 90–130 cm. Było to w czasie konfliktu między dworem północnym i południowym (okres Nanboku-chō, 1336–1392). Służyły one do walki pieszo.
W okresie Muromachi i we wczesnym okresie Sengoku upowszechnił się nowy styl noszenia broni: zatkniętej w pas obi i ostrzem do góry. Krótszy miecz (ok. 60–70 cm głowni) zwany uchigatana, który pojawił się ok. XII w. początkowo jako prostsza broń uboższych żołnierzy, zaczął wówczas wypierać tachi jako podstawowa długa broń boczna. Broń zatkniętą w pas można było wyciągnąć jednym ruchem, przechodząc do cięcia lub zastawy; użycie tradycyjnie zawieszonego tachi było wolniejsze, bo dobycie i użycie wymagało dwóch osobnych ruchów.

## Tachiakatana
W połowie XVI w., wraz z rozpowszechnieniem się zwyczaju noszenia pary mieczy (zob. daishō), wykształcił się typowy podział na:
- tachi – długi miecz noszony na rapciach, ostrzem w dół;
- katanę (uchigatanę) – długi miecz noszony zatknięty w pas, ostrzem w górę;
- wakizashi – krótki miecz, noszony jak katana, w parze z tą ostatnią[14].

Upowszechnienie się krótszych mieczy spowodowało, że wiele dłuższych tachi było skracanych, zwłaszcza od XVI w. (najstarszy datowany taki miecz pochodzi z 1541 r.). We wczesnym okresie Muromachi wiele głowni było identycznych, różniły się tylko umiejscowieniem sygnatury. Umieszcza się ją na trzpieniu rękojeści po stronie zewnętrznej od ciała, czyli po lewej stronie w przypadku katany, a prawej – tachi. Także współcześnie jest to podstawowe rozróżnienie głowni długiej katany i tachi. Poza tym bronie te różnią się głównie sposobem oprawy i przystosowania jej do noszenia ostrzem w dół lub w górę.

## Oprawa
Podobnie jak inne bronie z grupy nihon-tō, oprawy tachi traktowane są jako osobna całość, co pozwala na używanie wymienne. Oprawa (koshirae) składa się z rękojeści (tsuka) z płytkowym jelcem zwanym tsuba oraz dopasowanymi do siebie stylistycznie elementami takimi jak osłona końca rękojeści, opaska wokół tsuby, okucia zabezpieczające pochwę (górę, czyli szyjkę, jap. koiguchi i dół, czyli trzewik, kojiri). W przypadku tachi pochwa ma ryfki (ashi-kanamono), do których przypina się rapcie (obi-tori), na których miecz wisi u pasa. Ceremonialne oprawy bywały nierzadko bardzo bogato zdobione, z użyciem szlachetnych metali i kamieni. Oprawy użytkowe, wojskowe, były z reguły dużo prostsze i solidniejsze, z metalowymi elementami wykonanymi z żelaza; szczególnie popularne były oprawy wykańczane czarną laką; do wzmocnienia pochwy oplatano sznurem, drutem lub obciągano skórą.

## Galeria

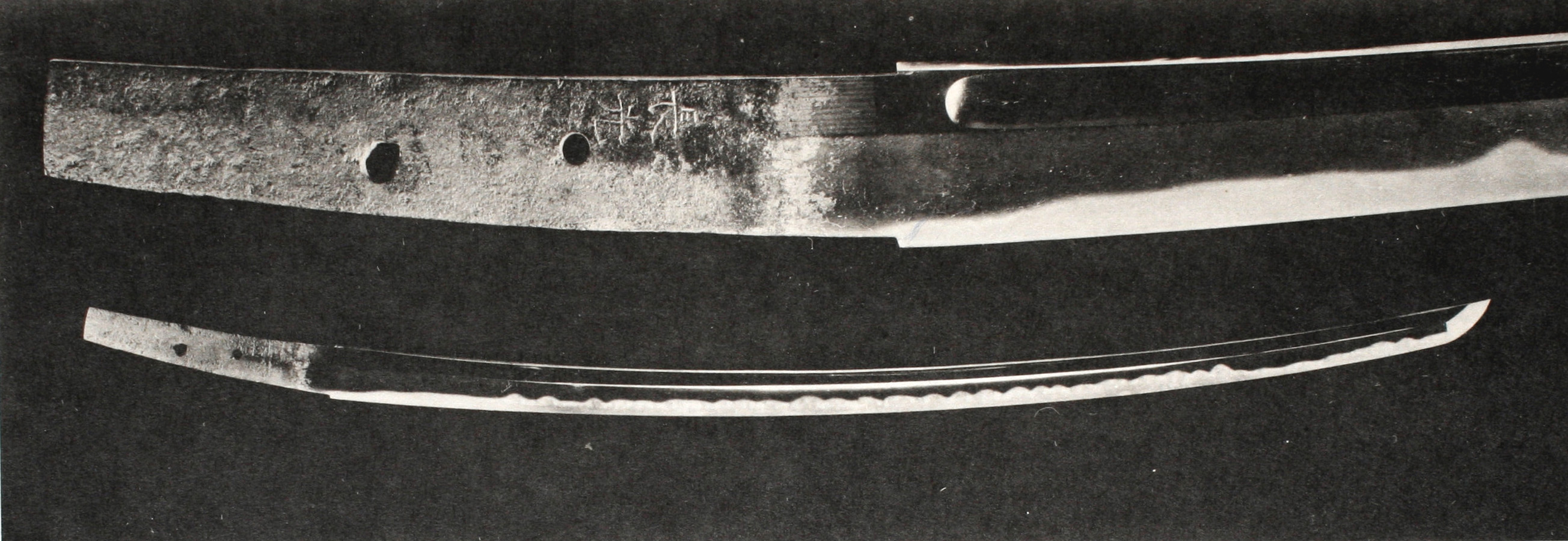
Głownia miecza z XIII w. Widoczna linia hartowania (hamon) i sygnatura miecznika na trzpieniu rękojeści
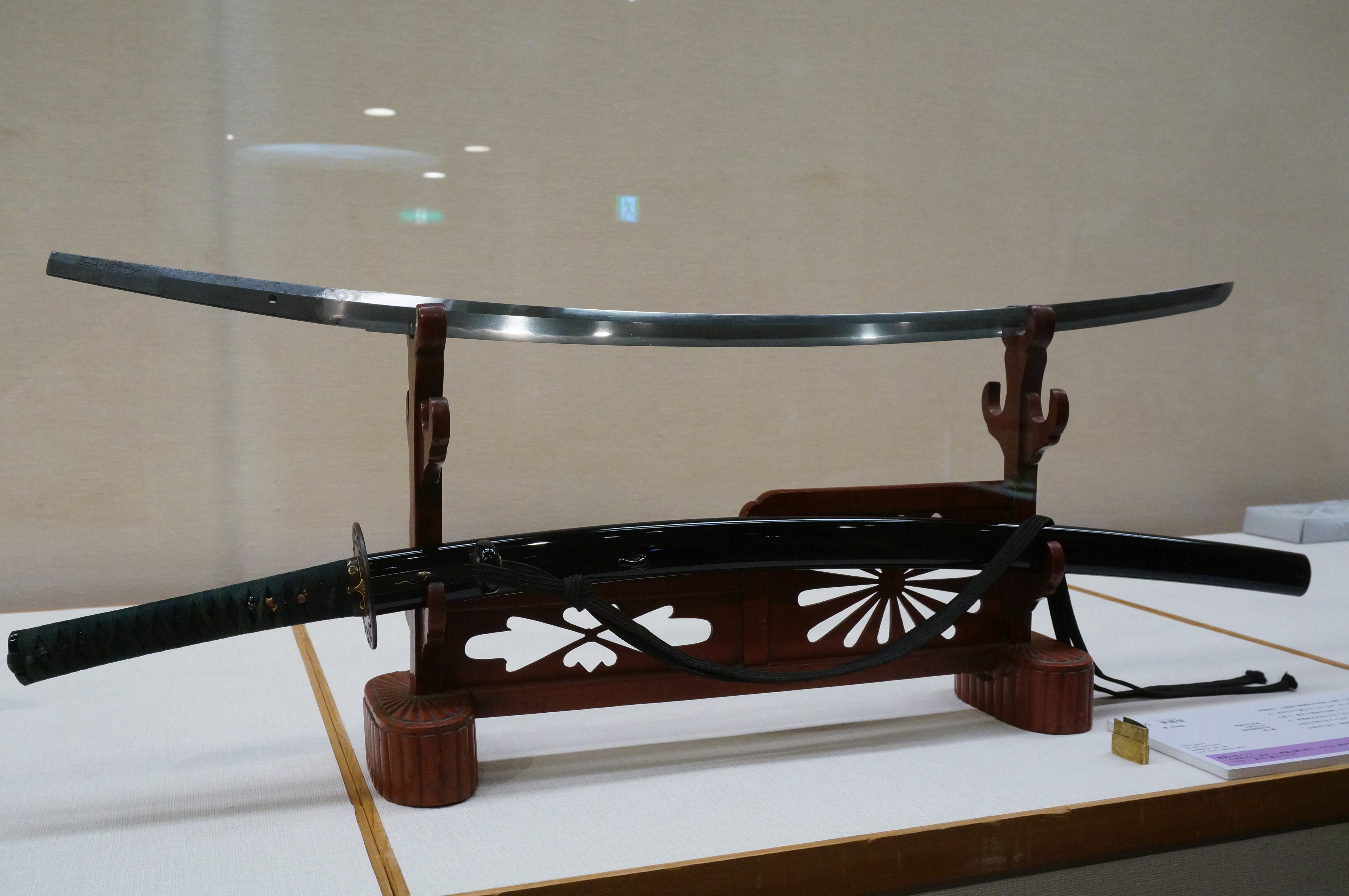
Głownia tachi z XIII w. Poniżej oprawa w stylu katany, XIX w.
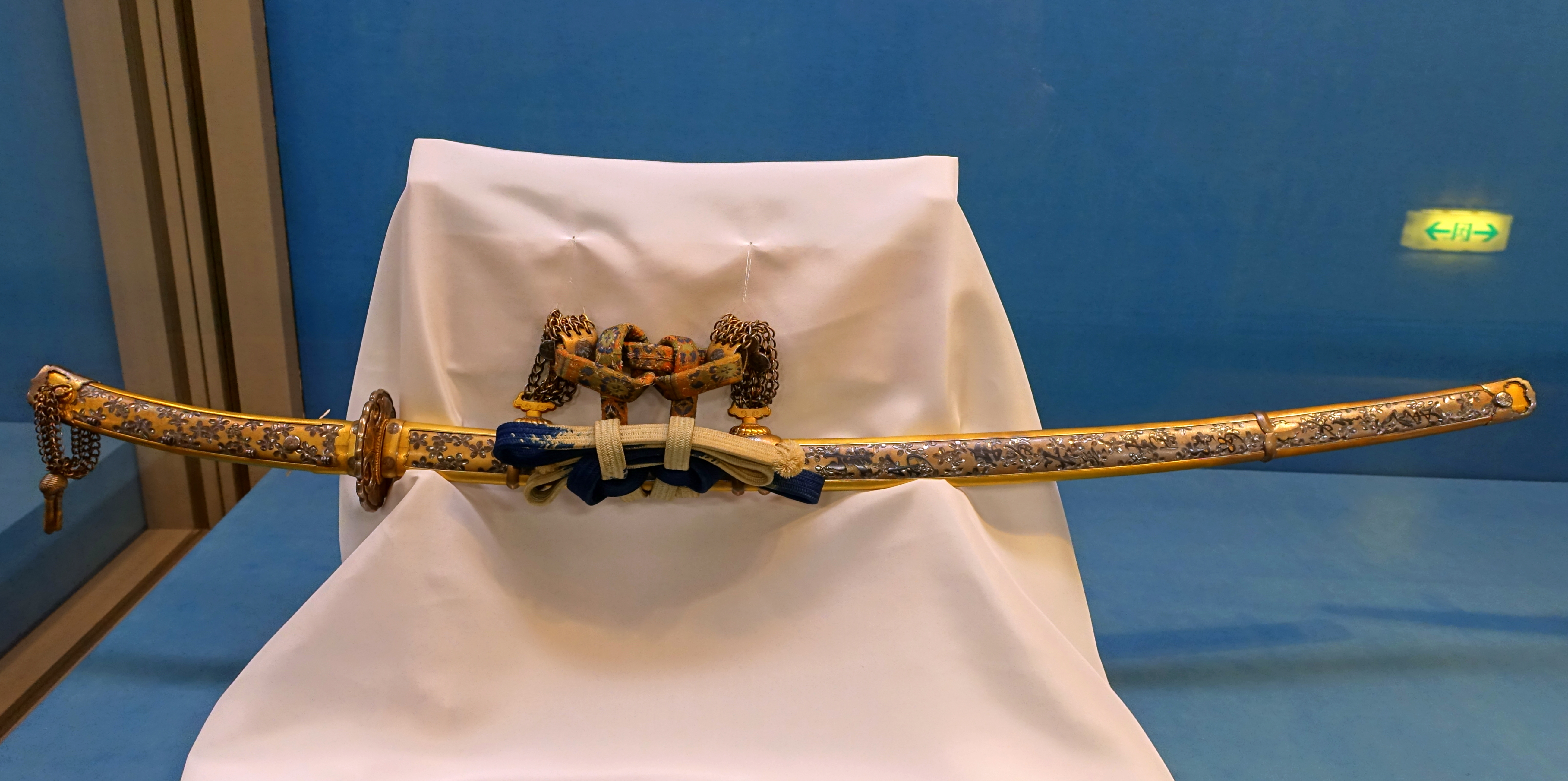
Tachi w ozdobnej oprawie
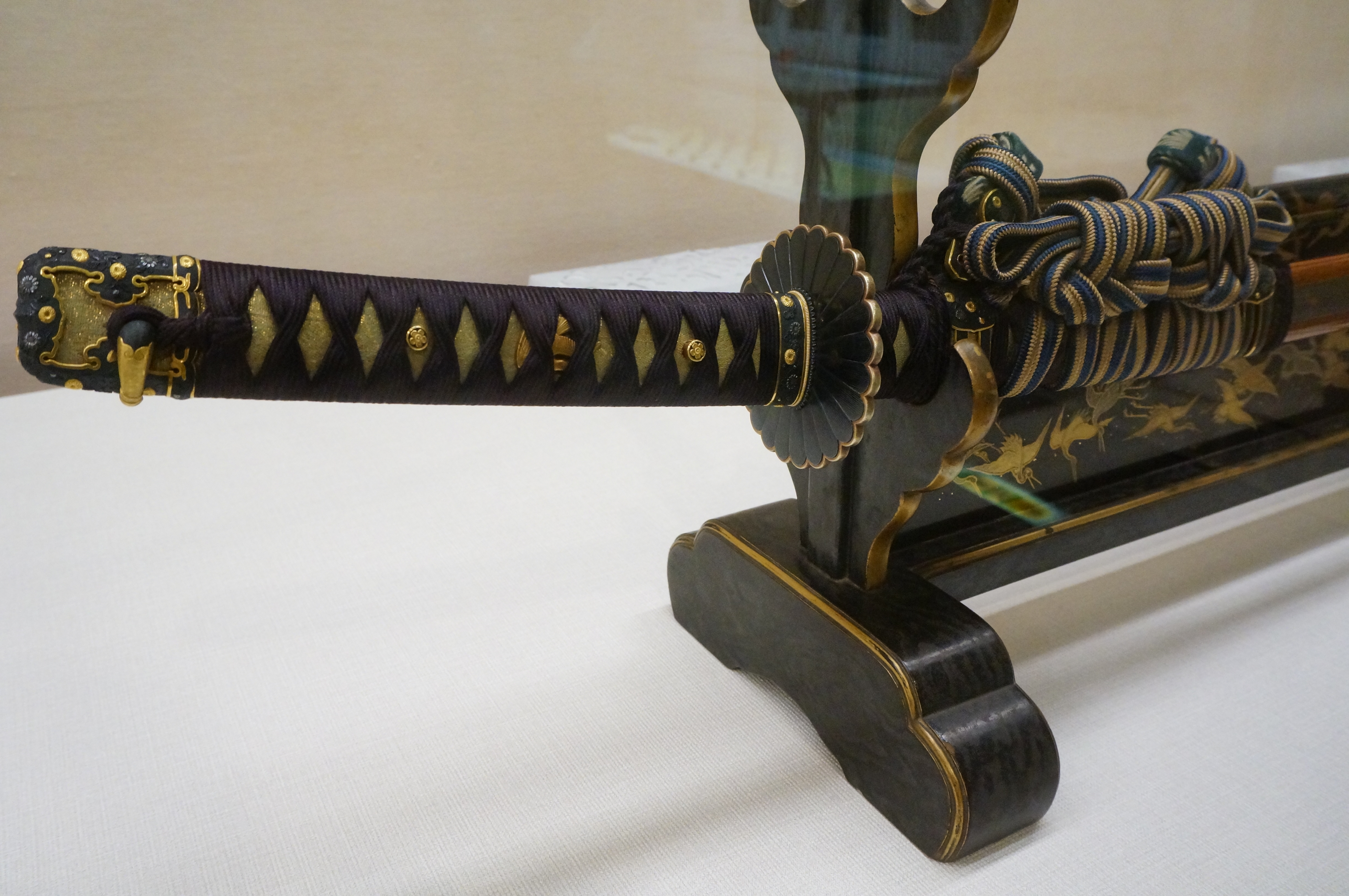
Rękojeść i tsuba, na drugim planie splecione sznury obi-tori
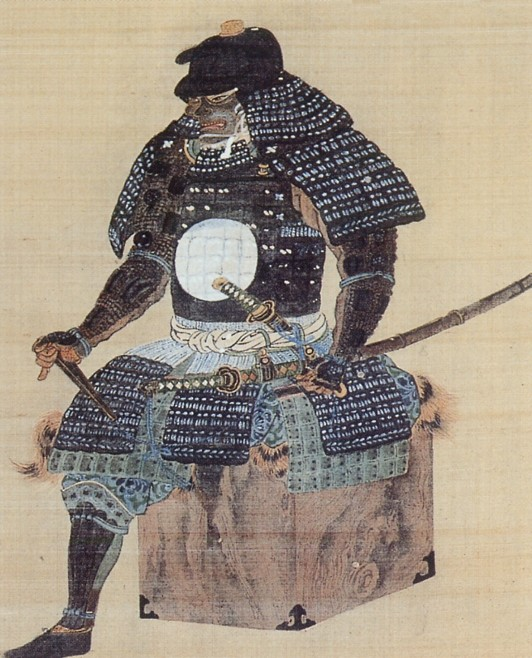
Yoshinobu Satake (1570–1633), daimyō z okresu Sengoku z długim tachi u pasa
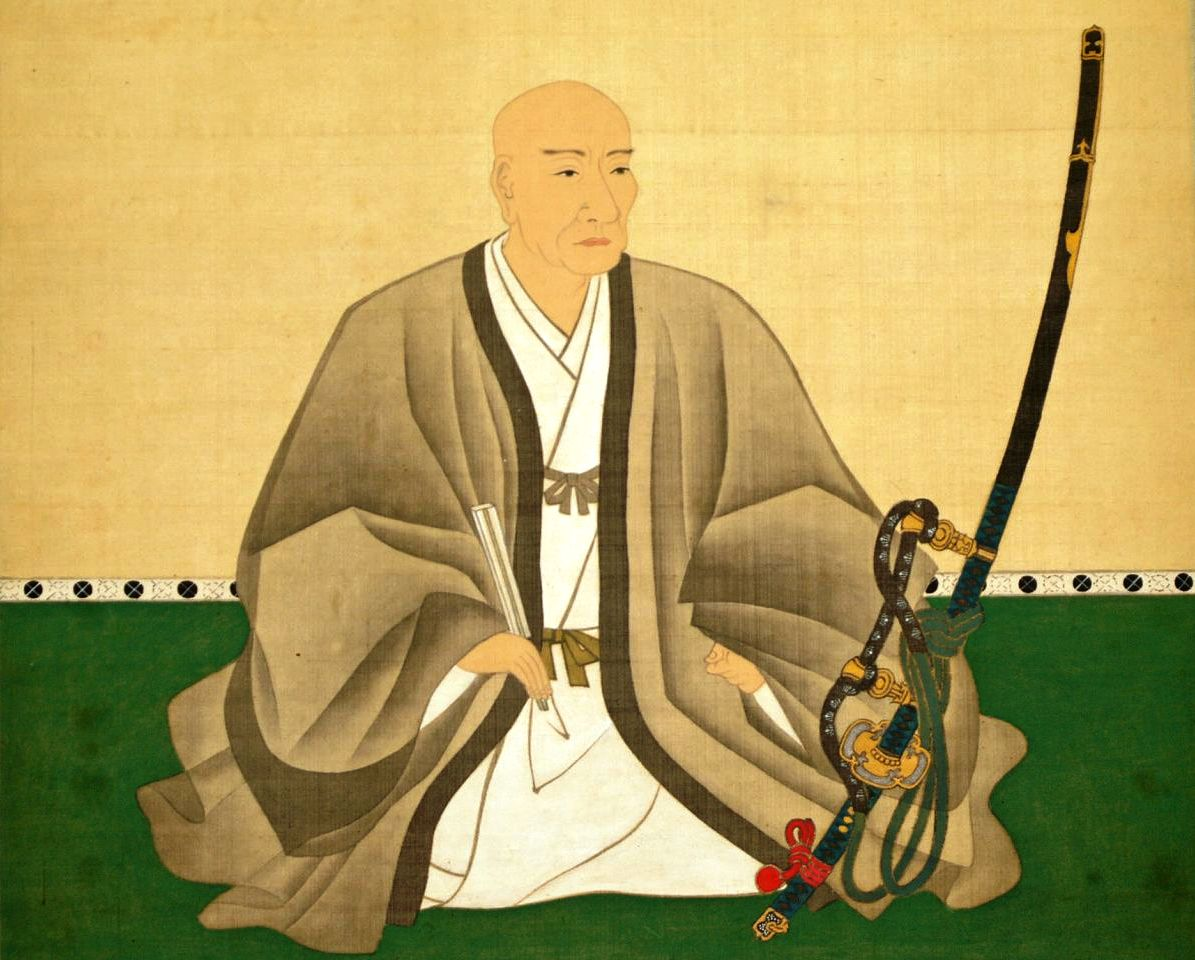
Toyokuni Yamana (1548–1626), samuraj i dowódca z okresu Sengoku trzymający tachi; widoczne ozdobne rapcie